# モーレツ宇宙海賊
『モーレツ宇宙海賊』（モーレツパイレーツ）は、笹本祐一によるライトノベル『ミニスカ宇宙海賊』を原作としたテレビアニメ。2009年11月にテレビアニメ化が発表され、MBS、tvk他にて2012年1月から6月まで放送された。ナレーションは小山力也。映画化も発表され、2014年2月に『モーレツ宇宙海賊 ABYSS OF HYPERSPACE -亜空の深淵-』のタイトルで劇場版が公開された。
ミニスカートの船長服をまとった女子高校生が、免許を受けた「合法的な」宇宙海賊の船長として活躍する物語。

## あらすじ
海明星（うみのあけほし）に住む高校1年生の加藤茉莉香（まりか）は、ある日、死んだと思っていた父親・ゴンザエモン加藤芳郎が実はつい最近まで生きており、宇宙海賊船・弁天丸の船長だったと知らされる。さらに、弁天丸が海賊として活動を続けるうえで欠かせない私掠船（しりゃくせん）免状の継承のためには、直系の継嗣である茉莉香が船長になるのが条件と告げられた。茉莉香は女子高生兼宇宙海賊船船長としての生活を送ることになる。

## 登場人物

### 海賊関係者

#### 主要人物
加藤 茉莉香（かとう まりか）
声 - 小松未可子
本作の主人公。鯨座宮たう星系海明星に住んでおり、白凰女学院に通う少女。物語の開始時点では高等部1年で、ヨット部に所属している。
学業成績も宇宙機の操縦シミュレーション成績も優秀で、初等部から無遅刻・無欠席であった。周囲からは「秀才」と見られているが、親友であるマミは「努力家」であると見抜いている。父の後を継いで宇宙海賊船「弁天丸」の船長に就任した後は一時期、欠席・遅刻・早退が増えて成績も下がるが、後に上位に返り咲く。かなりのポジティブ思考の持ち主であり、目の前に危機が迫っても逆にそれを楽しむ余裕すらあるほど。
また、固定観念や常識に縛られない発想をしたり、思いついたら躊躇することなく行動を開始するといった思い切りのよさもある。弁天丸の船員達もそんな彼女に全幅の信頼を寄せている。豪華客船を襲撃するアトラクションでは、白凰女学院の制服のままのミニスカートに肩章付きの船長服という派手な衣装をまとい、ノリノリのハイテンションで臨む。この「営業」は「お客さん」に好評を博するが、本人は己の暴走に自己嫌悪に陥ることもある。
アニメ版では、オデット二世の主操舵手を担当している。誤って憶えた慣用句を口にしては周囲から突っ込まれている。またリンの後を継いで白凰女学院ヨット部の部長になった。
チアキ・クリハラ
声 - 花澤香菜
白凰の海森星（うみのもりほし）分校の生徒。茉莉香と同学年。まっすぐな黒髪に鳶色の眼、色白の肌の持ち主。一見クールで冷徹な性格だが、実際はツンデレでしかも天然である。茉莉香が船長就任を要請された直後に本校に転校してきた。が、原作1巻のエピソード後に一度去り、3巻でまた（アニメ版では、2巻冒頭にあたる第7話で）海明星に戻ってきている。
海賊船バルバルーサ船長ケンジョー・クリハラの娘。茉莉香と同じく海賊見習い。海賊としての自覚と常識を欠く茉莉香の言動にあきれることもたびたび。茉莉香には「チアキちゃん」呼ばわりされ、その後マミやヨット部一同からも同様に呼ばれる。その都度「『ちゃん』じゃない!」と抗議するがまったく効果はない。さらにアニメ版では何かにつけて茉莉香にハグされて閉口している。茉莉香の替え玉として客船襲撃アトラクションの初営業に臨んだ際には、ノリノリで高笑いという派手だがすべり気味な登場をした。
アニメ版では、校内で一人だけ黒いセーラー服の「冬服」をまとい、原作文中・イラストにはないアンダーリム眼鏡を着用。ランプ館のスイーツ、特にチョコパフェに執心する様子を見せる。15話で、茉莉香を初めて名前で呼んだ。
白凰海賊団では、サーシャ、ヤヨイと共に動力を担当。「営業」時には弁天丸に残留していたが、グロリアス・クールフ襲撃時には巫女のコスプレで乗り込み、ジュナイ達の悪行（?）に激怒してブラスターを乱射し、一人で彼らを蹴散らして日頃の鬱憤を晴らした。また、ディンギーの扱いにも長けており、第19回ネビュラカップで優勝している。
普段は抑制的だが本当は茉莉香以上に海賊的な性格をしており、下手に機会に恵まれようものなら自分を抑え切れず行き着く所まで行ってしまう。基本的にやってしまってから後悔するタイプで、自分の所業を後から恥じて悶絶することもしばしば。

#### 加藤家
加藤 梨理香（かとう りりか）
声 - 甲斐田裕子
茉莉香の母。新奥浜空港に管制官として務めており、海明星の星系軍関係者にも顔が利く。男のような言葉遣いをする。
かつての伝説的な女海賊「ブラスター・リリカ」（原作では「キャプテン・リリカ」）その人だが、茉莉香にはそのことを知らせていなかった。夫と別れた後は首尾よく姿をくらませたつもりだったが、単にゴンザエモンが接触を禁止していただけであり、弁天丸クルーは所在を把握していた。自宅の車庫のコンテナに、多数の武器を隠し持っている。
娘の茉莉香には、「お母さん」ではなく「梨理香さん」と呼ばれている。
アニメ版では終盤に転職し、銀河帝国の海賊船「パラベラム号」のクルーになり、ゴンザエモンに再会する。
ゴンザエモン 加藤 芳郎
声 - 小山力也（鉄の髭）
弁天丸の先代船長。梨理香の夫で茉莉香の父。梨理香はゴンザエモンのことを「あのロクデナシ」（原作では「権左（ごんざ）」）と呼んでおり、茉莉香には死んだようなものと説明していた。
物語開始時点で故人。ミーサによれば死因は食中毒とのこと。
アニメ版では、銀河帝国の海賊「鉄の髭」として仮面で顔を隠し、生存していたという設定がされた。

#### 弁天丸
ミーサ・グランドウッド
声 - 伊藤静
船医。女性。茉莉香の相談役兼参謀で、弁天丸の実質的な副長。梨理香が現役当時から弁天丸に乗っているらしく、梨理香やケインいわく「血塗れドクター」。臨時の保健医として白凰女学院高等部に潜入している。アニメ版では、茉莉香が1年生の間だけ教員らしからぬセクシーな出で立ちで潜入していた。
ケイン・マクドゥガル
声 - 松風雅也
操舵手。優男。豪華客船襲撃アトラクションでは乗客を装い海賊船長との剣劇を演じるなど、外回りの仕事もこなす。茉莉香のクラスの担任兼ヨット部顧問として潜入し、彼女の進級と共に学校を去ったが、部員たちに嘆願されて正式な教員資格を取得して顧問に復帰し、部員に猛特訓を課す。独身だが、生徒には「既婚者」と言い、左手薬指に指輪をはめている。また、海賊船「パラベラム号」の操舵手として、シェインという双子の弟が登場する。
百眼（ひゃくめ）
声 - 藤原啓治
レーダー・センサー系を中心に、ブリッジだけに限らず弁天丸の情報の収集・分析担当。男性。アポロキャップをかぶっている。
クーリエ
声 - 堀江由衣
電子戦担当。女性。ぼさぼさ髪。長時間勤務の時は膝に毛布を敷き、多数のお菓子を持ち込んでいる。銀河帝国情報部員のナッシュとは昔馴染。
アニメ版では金髪を団子に纏め、ビン底眼鏡にドテラ姿の野暮ったい容姿で端末に向かう。外回りでは眼鏡を外し、髪を下ろして男性好きのする容姿で艶やかな声で話すが、本人はその恰好を毛嫌いしている。座席の周囲に多数の端末を並べ、両手・両足でキーボード入力をするほどのスキルを持つ。
シュニッツァー
声 - 三宅健太
戦闘指揮担当。真空中でも宇宙服なしで活動できる戦闘サイボーグ。アニメ版では頭部に2本の角を生やし、口許に鋭い牙をのぞかせる。読書が趣味であり、ブリッジに本を持ち込んで読むこともある。
ルカ
声 - 水原薫
航法士。女性。黒マント姿。アニメ版ではそれに加えて右目に眼帯を着用しており、水晶玉を模した立体ディスプレイを持っている。占いも行い、「見える」や、それを捩った言葉が口癖。他人に対しては我関せずの無関心さが特徴であると、ミーサに評される。その姿を引き写したアンドロイドが、代わりにブリッジに居座ったこともある。てっきり本物のルカは消されたものと皆勘違いしていたが、単にオーロラやジュゴンに刺激されて観光に出かけていただけでありアンドロイドが倒された後にあっさり帰ってきた。
三代目（さんだいめ）
声 - 松岡禎丞
機関担当。男性。頭に鉢巻を結び、作業衣を着ている。ブリッジクルーの中で唯一弁天丸の安否に神経を使い、些細なトラブルや故障でも大騒ぎする。
アニメ版では、テディベアマニアという側面が追加された。

#### バルバルーサ
ケンジョー・クリハラ
声 - 松本保典
海賊船バルバルーサ船長。チアキの父でもじゃもじゃ髭の大男。黒髭船長としても知られている。チアキには「ヒゲ親父」呼ばわりされている。

#### その他の海賊関係者
ストーン
声 - 山口太郎
海賊船「ビッグキャッチ」の船長。
茉莉香の両親の現役時代を知る古参の海賊だが、「海賊狩り」にはまったく歯が立たずに船を失い、己の老いと限界を実感して「引退」を決意する。
ジョン
声 - 遠藤大智
海賊船「サザンアイランド」の船長。海賊の巣に向かう途中、「海賊狩り」に捕捉されてしまう（生死は不明）。
リリカル・シニカル
声 - 勝矢
まだ若手の海賊。怒りに任せてクォーツと鉄の髭に「刃傷御法度」という海賊の巣の掟を破って銃口を向けるが、ブラスター・リリカに阻止され、見習いに降格されてしまう。
鉄の髭
声 - 小山力也
大型海賊船「パラベラム号」の船長にして、銀河帝国中央の「一流」の海賊。左肩の肩口に付いているドクロは、銀河帝国公認の海賊の証である。顔の上半分を覆い隠す金属製の仮面を着けており、大仰な台詞回しが特徴的。
船の強大さも本人の器の大きさも茉莉香たちのような「御当地アイドル」の田舎海賊とは桁違い。伊達を好み、戦闘時には艦上部に自らの3D映像を映し、周辺にいる艦をハッキングして強制的に効果音を流させる。
最終話にて、その正体は亡くなったはずの茉莉香の父・ゴンザエモンであることが、グリューエルとの会話で判明した。余りにも自己陶酔的であるために、妻子やミーサなど身近な女性には呆れられている。
フェイ
声 - 腹筋善之介
海賊の巣の料理人にして、実質的な支配者。
海明星新奥浜空港の中華レストランに、弟の銀九龍がいる。5人兄弟は各々が店を持っている。
シェイン・マクドゥガル
声 - 松風雅也
ケインの双子の弟で、パラベラム号の操舵手。弁天丸のクルーすら一見では見分けられない兄そっくりの容貌を活かし、巧みに入れ替わっていた。容貌における兄との違いは前髪の一部が立つことがあるだけである。性格は行き過ぎた体育会系で、茉莉香の不興を買った。

### 白凰女学院の生徒
制服は白を基調としたブレザーに、青のミニスカート。なおヨット部員は学年ごとに色が違うヨットパーカーを着用している。
遠藤 マミ（えんどう マミ）
声 - 小見川千明
茉莉香の友人。同級生。喫茶店ランプ館でのバイト仲間でもある。
茉莉香が宇宙に出て置き去りにされた形になるが「私は港ですから」と意に介さず交友を続け、気難しいチアキをも人柄で丸め込み、「宇宙では、チアキちゃんが私の代わりだよ」と言い含めた。
アニメ版では出番が大幅に増やされ、腹黒さや暗躍振りも見せる。また手芸部員でもあり、茉莉香の船長服のカスタマイズを手掛け、丸三日徹夜で白凰海賊団全員の「営業服」を仕立てる熱の入れようを見せる。劇場版では、「アトリエ・マミ」を名乗り、ランプ館近くにオープンしたファミリーレストラン《レラーズ新奥浜店》の開店イベントで、着ぐるみやキャンペーンガールの衣装に激しい対抗心を燃やした。
ジェニー・ドリトル
声 - 佐藤利奈
ヨット部部長の3年生（初登場時）。大手星間輸送会社《ヒュー&ドリトル星間運輸》社長の令嬢だが普段はそれを感じさせない。親の会社の関係でグリューエルとは以前から面識があった。卒業後、一族の慣習で望まない政略結婚を強いられるが、ウェディングドレス姿のまま最新鋭の電子偵察機を強奪して逃走し、弁天丸を使って婚約者のスキャンダルを暴露して結婚を破談にし、その後宇宙大学に進学した。実は同性愛者で、リンとは恋人関係。
アニメ版では、ヒュー&ドリトル星間運輸のグループ会社で急成長中の星間旅行会社「フェアリー・ジェーン」を起業し、経営している。
リン・ランブレッタ
声 - 日笠陽子
ヨット部副部長の2年生（初登場時）、のち部長。セミショートの黒髪で、常にショルダーバッグ型のパソコンを携行している。コンピュータの操作に長け、中等部の時にクラッキングで保護観察になった前科もある。オデット二世ではその能力を活かして電子戦を担当している。同性愛者で、ジェニーとは恋人関係。悪巧みや悪知恵が得意で、茉莉香を唖然とさせるような行動力を発揮することも多く、グリューエルと組んで名コンビぶりを見せる。
アニメでは長身でショートヘア、ボーイッシュな出で立ち。白凰海賊団の活動に際して茉莉香に指揮を任せ、アスタと共に通信・電子戦を担当。「営業」時には宝塚の「王子様」風のコスプレをした。グロリアス・クールフ襲撃時には電子戦を実施するため残留している。
また、中等部の時のクラッキングのエピソードが語られ、ヨット部の先輩に言われるまま第13回ネビュラカップのコースを書き換えて「悪夢の第13回大会」と呼ばれる惨事を引き起こした。「クラッキングのおリン」と呼ばれることもある。白鳳を卒業した後、ジェニーを追って宇宙大学に進学した。

### 白凰女学院のヨット部員
原作では一部を除いて名前すら設定されていなかったが、アニメ版では名前や容姿などを詳細に設定されている（ただし、人数は減らされている）。またアニメ放映後に刊行された原作で、アニメ版のキャラクターが新たに紹介されている。
学年は物語開始時基準。第13話で2年に進級した。
弁天丸の乗組員達が事情で船を離れて仕事を行えなくなり、茉莉香がピンチに陥った際にはセレニティ姉妹（前述）を含めたリン部長以下のヨット部の部員達が乗員の代わりに弁天丸へ乗り込み、「白凰海賊団」として仕事を行った。
また、第26話では卒業生やセレニティ姉妹と共にオデット二世で加勢に駆けつけるが、間に合わなかった。

#### 3年生→卒業生
第13話（原作では第2巻）でジェニーと一緒に卒業した。
タルヴィッキ・ラウノ
声 - 伊藤静
オデット二世の動力系を担当。赤紫色の髪でポニーテール。
フローラ・チャピー
声 - 小見川千明
ミレーネ・セルトン
声 - 早見沙織
オデット二世の航行系を担当。丸顔で、濃い色のレンズの丸眼鏡を着用している。
なお、最終話に唯一登場しなかった。

#### 2年生→3年生
リンらと同学年組。
イズミ・ユノモト
声 - 内田真礼
オデット二世の操帆を担当。大きめの眼鏡をかけている。
白凰海賊団では、エイプリルやベリンダと共に火器管制を担当。「営業」時には教会のシスターのコスプレをした。
アスタ・アルハンコ
声 - 安野希世乃
オデット二世の操帆を担当。銀髪のボブヘアー。
白凰海賊団では、リンと共に通信・電子戦を担当。「営業」時には小悪魔のコスプレをした。白鳳女学院を卒業したのち、近くの大学に進学した。
小林丸 翔子
声 - 野村香菜子
オデット二世の索敵・レーダー系を担当。名前は『スタートレック』のコバヤシマルより。
左側の髪が長く、片目が隠れている。しっかり者でリンから信頼されている（第13話より）。
白凰海賊団でも、ナタリアやウルスラと共にレーダーを担当。「営業」時には女性警察官のコスプレをし、銃まで携行した（「営業」時に銃を携行したのは、茉莉香・リン・翔子のみ）。
エイプリル・ランバート
声 - 巽悠衣子
白凰海賊団では、イズミやベリンダと共に火器管制を担当。「営業」時にはレースクイーンのコスプレをした。 金髪で、前髪を上げて額を出している。三代目とレアもののテディベアを交換している。
ベリンダ・パーシー
声 - 三森すずこ
オデット二世の操帆を担当。赤毛のツインテール。
白凰海賊団では、イズミやエイプリルと共に火器管制を担当。「営業」時にはアスタとペアの天使のコスプレをした。

#### 1年生→2年生
茉莉香らと同学年組。
原田 真希（はらだ まき）
声 - 赤﨑千夏
赤毛で頭頂部をおだんごに纏めている。よくリリィと一緒にいる。あだ名は「ハラマキ」（第15話より）。料理が上手い。
弁天丸初乗船の際、誤って砲撃ボタンを押して主砲を発射し、星系軍の注意を惹いて白凰海賊団に最初の危機をもたらす。
白凰海賊団では、リリィやアイと共に航法を担当。「営業」時には魔法少女のコスプレをした。
サーシャ・ステイプル
声 - 高森奈津美
金髪にヘアバンドをしている。翔子と共にリンから信頼されており（第13話より）、進級後は副部長を務めている。就寝前には肌のお手入れを欠かさないなど、この学年の中では一番女らしい。
白凰海賊団では、チアキやヤヨイと共に動力を担当。「営業」時にはバニーガールのコスプレをした。
アニメ放映後に刊行された原作では、茉莉香より一年先輩として登場。
リリィ・ベル
声 - 佐藤聡美
オデット二世の通信を担当。褐色の肌と銀髪を持ち、額にビンディーを貼っている。
白凰海賊団では、真希やアイと共に航法を担当。「営業」時には看護師のコスプレをした。
ウルスラ・アブラモフ
声 - 西明日香
緑髪の少女。頭頂部にアホ毛がある。
白凰海賊団では、翔子やナタリアと共にレーダーを担当。「営業」時には怪獣のコスプレ（というより着ぐるみ）をした。新入部員勧誘の時には、オデット君の着ぐるみで動き回っていた。

#### 新入生（第13話以降の1年生）
第13話（原作第2巻）で卒業した3年生と入れ替わりに入学し、ヨット部に入部した。
アイ・ホシミヤ
声 - 茅野愛衣
白凰ヨット部で唯一ディンギーの操船経験を持ち、中学生の時に1人乗りヨットの大会で優勝した実績を持つ。仔犬のような耳付きの帽子を被っている。
白凰海賊団ではまずリリィや真希と共に航法を、そして弁天丸の操舵を担当。「営業」時には妖精のコスプレをして妙にウケた。
海と風と星、そしてヨットが心底好きで、ネビュラカップもその情熱で体格的なハンデを乗り越えて選抜を勝ち抜いた。
中学新入生のグリュンヒルデと同じくらい背が低いため、弁天丸を操舵する際には踏み台を使用した。
原作でも登場、アニメ放映後に刊行した原作ではアニメに準じた挿絵が挿入されている。
ヤヨイ・ヨシトミ
声 - 南條愛乃
新入生3人組の中では最長身。
実家が裕福な貿易商で双発型クルーザーを所持しているため、その経験を生かして白凰海賊団ではチアキやサーシャと共に動力を担当。「営業」時にはカウガールのコスプレをした。
原作では茉莉香と同学年。
ナタリア・グレンノース
声 - 伊瀬茉莉也
体育会系の元気な少女。新入生で唯一、原作に名前が登場していない。
白凰海賊団では、翔子やウルスラと共にレーダーを担当。「営業」時にはチアリーダーのコスプレをした。
ネビュラカップ選抜では、第1位で選手の座を射止めている。

### ネビュラカップ関係者
委員長
声 - 慶長佑香
ネビュラカップの運営委員長。かつて大会をぶち壊しにした「悪魔」白凰ヨット部の参加に恐怖し、取り乱した挙句、みずからディンギーで出撃するという暴挙に出る。
副委員長
声 - 葉山いくみ
委員長の腹心。「無法者には無法者」、すなわち白凰ヨット部に対抗して弁天丸を大会警護に雇うという策を立てるが、その弁天丸の船長である茉莉香が白凰ヨット部員でもあることまでは把握していなかった。
出場選手達
声 - ももいろクローバーZ
他校のヨット部員たち。第13回大会の惨劇の原因を作った白凰ヨット部を白眼視し、先輩たちの屈辱を晴らすべく5年間しごかれて腕を上げ、第19回大会に臨む。白鳳ヨット部に対抗意識を燃やしたことで、結果的に各校ヨット部のレベルが向上した。

### セレニティ連合王国
グリューエル・セレニティ
声 - 戸松遥
セレニティ連合王国星王家の第7正統皇女。初登場時12歳。
ゴンザエモンとは知り合いで、その縁を頼って弁天丸へ「黄金の幽霊船」の捜索を依頼する。ゴンザエモンから弁天丸の船長ID埋込済みの指輪を託されており、現船長の茉莉香に返還したが、原作ではその場でお守りとしてグリューエルに再譲渡されている。
当初は弁天丸との接触を取り繕うために白凰女学院中等部へ短期留学していたが、「黄金の幽霊船」の捜索を通じて茉莉香の人柄を気に入り、その後も留学を延長して留まっている。厳重なセキュリティをたやすく欺いて弁天丸、オデット二世、サイレント・ウィスパーへこっそり乗り込んだり、客船相手の海賊「営業」や白凰海賊団への参加を希望するなどかなり行動的な性格で、茉莉香いわく「密航好きのお姫様」。
また、王族としての英才教育を受けて非常に聡明で、ケインに「敵にまわしたくない」と言わしめている。第9巻では、窮地に陥った茉莉香と弁天丸を一時的にセレニティの保護下に置く。
グリュンヒルデ・セレニティ
声 - 金元寿子
セレニティ連合王国星王家の第8正統皇女で、グリューエルの妹。愛称はヒルデ（原作では「ヒルダ」）。王家の権威を取り戻すために「黄金の幽霊船」の捜索に乗り出し、防衛軍の旗艦クイーン・セレンディピティへ乗り込んで独自に活動する。最終的には王政への復帰を断念し、グリューエルを追って白凰女学院へ入学した。
アニメ版では出番が大幅に増やされ、ヨット部へ入部して白凰海賊団にも参加し、ネビュラカップにも選手として参戦した。白凰海賊団の「営業」時には、姉妹ともども弁天丸に残留している。
ヨートフ・シフ・シドー
声 - 斧アツシ
セレニティ正統王家の枢密院侍従長。長命種の老人。グリューエルいわく「1人で戦争を始めたり終わらせることができる」らしい。指弾を使いこなす。
キャサリン
セレニティ正統王家近衛の小隊長。普段はメイド服を着ている。百眼いわく「無口な別嬪さん」。
ジャクリーン
セレニティの情報部に務める黒髪の美女。
ロベルト・ベルマー
セレニティ星系防衛軍宇宙艦隊の大佐。
シムシエル大公
セレニティ正統王家の現在の当主。本名はシムシエル・セレニティ。グリューエルとグリュンヒルデの祖父。

### ヒュー&ドリトル星間運輸関係者
ロバート・ドリトル
声 - 津田英三
ジェニーの伯父。ヒュー&ドリトルの代表取締役で、元は軍の高官。ジェニーとは彼女の父親の代からの犬猿の仲である。
自分の息子を会社の後継者として据えるため、後継者候補のジェニーを政略結婚によって会社から遠ざけて排除しようと企み、反抗して逃げた彼女を追うため、自ら艦隊を率いる。
アニメ版ではグロリアス・クールフ号にまで乗り込み、ジェニーを追い詰めて悪しき大人の貫禄で圧倒するも、彼女らに裏工作の記録を暴露されたことで逮捕される。だが、ジェニーいわく「いずれは釈放されて元の権力を取り戻す」とのこと。
ジュナイ・クールフ
声 - 内匠靖明
ジェニーの婚約者。ロバートと親しい政治家の息子。自分の船でドラッグを使用した違法パーティーを開催しているところをヨット部の面々に踏み込まれ、これを暴露されたことから縁談は御破算になった。
アニメ版では反政府革命運動「ごっこ」で演説を行っていたところを踏み込まれ、激昂したチアキの鬱憤晴らしの捌け口にされて大泣きする一部始終をスキャンダルとしてライブ中継されるという醜態をさらす。

### その他
ショウ
声 - 安元洋貴
ハロルド・ロイド保険組合のエージェントで弁天丸の担当。豪華客船での「海賊アトラクション」をはじめとする数々の業務を仲介する。一見ハイテンションでファンキーな、アフロヘアーでサングラス姿で年齢不詳の怪人物だが（原作での二つ名は「アフロヘアの怪人」）、真顔になると冷徹な、時に冷酷なビジネスマンである。アニメでは黒人風の容姿。
銀 九龍（イン・クーロン）
声 - 松山鷹志
新奥浜空港で中華レストランを営むコック長。梨理香や弁天丸のクルー達とも知り合いで、普段は「親父さん」と呼ばれている。空港の裏の元締めであり、一番偉い人とされる。元銀河帝国第七艦隊の第58突撃機動艦隊司令官だが、軍関係の業界に再就職せず、コック長となった。
アニメ版では、海賊たちの間で伝えられる「伝説の料理人」の5人の息子の一人であり、海賊達に参集を呼びかける歌を発信する通信機を受け継いでいる。
ビスク員
声 - 岩瀬周平、山本格
よそ者の犯罪組織「ビスクカンパニー」の構成員で、「海賊船免状がうらやましいやつら」。不可侵協定を無視して茉莉香を狙い、武装した飛行機でネビュラカップに乱入。茉莉香だけでなく他の参加者まで無差別に攻撃する。
クォーツ・クリスティア
声 - 三瓶由布子
超大型戦艦「グランドクロス」の艦長で、たう星系周辺の海賊を狩る女性。当初はその正体が伏せられていたが、後に鉄の髭同様、銀河帝国中央の「大スター」海賊であることが判明した。
艦長の身でありながら海賊の巣にわざわざ単身で潜入し、辺境海賊たちを「もはや過去の遺物、無用の存在。いなくなっても誰も困らない」と酷評して茉莉香を挑発する。ステルスで自分の姿を隠すなど用意周到かつ大胆。3隻のグランドクロスを駆り茉莉香ら海賊達と最後の決戦を行う。茉莉香によれば負けず嫌いな性格らしいとのこと。また、ハイテクに頼りすぎるきらいがある他、予想外の事態になると感情をコントロールできずにヒステリックな一面を見せる。結局、それらの弱点を海賊達に突かれて敗北。またいずれ会うような示唆を残して撤退した。

## スタッフ
- 監督・シリーズ構成 - 佐藤竜雄[3]
- アニメーションキャラクター原案 - あきまん[3]
- アニメーションキャラクターデザイン・総作画監督 - 竹内浩志[3]
- メカニックデザイン - 河森正治[3]、鷲尾直広[3]、寺岡賢司[3]、鈴木雅久[3]、宮崎真一[3]
- プロップデザイン - 吉川美貴[4]
- 美術監督 - 伊藤聖[3]
- 美術設定 - 佐藤正浩[3]、ロマン・トマ[3]、ルガル・ヤン[3]、ブリュネ・スタニスラス[3]
- 色彩設計 - 谷本千絵[3]
- モニターグラフィックス - 長谷川拓哉[3]
- 3DCGI - 佐々木達朗[3]
- 撮影監督 - 山根裕二郎[3]
- 編集 - 坪根健太郎[4]
- 音響監督 - 明田川仁[3]
- 音響効果 - 山谷尚人[3]
- 音楽 - Elements Garden（上松範康、藤田淳平、藤間仁）[3]
- 音楽制作 - スターチャイルドレコード[4]
- プロデューサー - 島居理恵[4]、川人憲治郎[4]
- アニメーションプロデューサー - 金子文雄[4]
- アニメーション制作 - サテライト[3]
- 製作 - モーレツ宇宙海賊製作委員会[3]

## 制作
監督の佐藤によれば、2008年末にキングレコードのプロデューサー・大月俊倫と偶然出くわした際に本作の話を持ち掛けられ、翌年夏になって正式に企画が動き出したという。
アニメ化に際してタイトルが原作の『ミニスカ宇宙海賊』から『モーレツ宇宙海賊』に変更されている。原作者の笹本によれば、当初は原題の「ミニスカ〜」にするつもりだったがクレームがつけられたために変更したという。また、「モーレツ〜」というタイトルを提案したのも笹本自身であり、より酷いものを出せば「ミニスカ〜」に再変更されると踏んでのことだったが、自身の思惑に反して「モーレツ〜」の案が通ってしまう形となった。
原作の第1巻に相当する主人公が宇宙海賊となることを自ら選択するまでの過程は、第1話から第5話までを費やす形で描かれた。その丁寧で緩やかな構成ゆえに、番組の紹介記事の多くには「まるで1990年代後半のテレビ東京夕方6時台アニメ」と言ったような見出しが躍った。佐藤によれば、これは後に他の登場人物を牽引していくことになる主人公の決断を、周囲に流されるのではなく、説得力のある形で描くという意図があったという。
次回予告に続くエンドカードでは、当該エピソードで出てきた台詞から佐藤が選んで揮毫したキーワードや一言が表示される。佐藤いわく、本作と自身が総監督を務める『輪廻のラグランジェ』では実験的な試みの意図も込め、恋愛要素は一切排除されているとのこと。
原作の第3巻がまだあらすじしかできていない時期にアニメ化の企画が動き始めたため、第1話から第18話までは原作の第1巻から第3巻までに準拠した内容となっており、第19話以降は時系列的に現時点ではアニメオリジナルエピソードとなっている（原作10巻巻末時点で、まだ2年目の6月末）。また、当初は2011年後半に放送が予定されていたものが2012年にずれこんだ。そういった時間的余裕もあり、第1話の放送前に全26話の制作を完了した。制作に余裕を持てた状況も、前述のような異色の展開や実験に寄与している。原作のスペースオペラ的側面はやや薄められており、異星人的な種族などは登場しない。ただし最古参の海賊が存命しているなど、原作の要素は残っていたり、アニメ版からの逆輸入設定も有る。

## 主題歌
オープニングテーマ「猛烈宇宙交響曲・第七楽章「無限の愛」」
作詞・作曲・編曲 - 前山田健一 / 歌 - ももいろクローバーZ
エンディングテーマ「LOST CHILD」（第1 - 8話、第10、11、14、15話、第17 - 25話）
作詞 - 岩里祐穂 / 作曲・編曲 - NARASAKI / 歌 - ももいろクローバーZ
イメージソング「Black Holy」（第9話、第12話、第16話）
作詞 - 只野菜摘 / 作曲・編曲 - nishi-ken / 歌 - 小松未可子
表記はイメージソングだが、実質エンディングテーマ扱いとなっている。
ゲストエンディングテーマ「透明な夜空 〜瞬く星に包まれて〜」（第13話）
作詞・作曲・編曲 - sin / 歌 - 小松未可子
第21話、第26話では挿入歌として使用。
ゲストエンディングテーマ「未來航路」（第26話）
作詞 - RUCCA / 作曲・編曲 - 藤間仁 / 歌 - 小松未可子
挿入歌「海賊の歌（茉莉香とチアキ）」
歌 - 茉莉香とチアキ（小松未可子、花澤香菜）
第25話では挿入歌として使用。

## 評価
ニュータイプアニメアワード2012では、メカデザイン賞で第1位、女性キャラクター賞で加藤茉莉香が5位、作品賞（TV部門）で6位をそれぞれ獲得。第44回星雲賞メディア部門受賞。
Blu-ray（初回限定版）の初週売上および順位は以下の通り。Blu-ray第3巻初回限定版は発売初週6,352枚を売り上げており、シリーズ初となるオリコンBDランキング総合首位を獲得している。
| # | 初週売上 | 順位 | 出典   |
| - | -------- | ---- | ------ |
| 1 | 3,734    | 2    | [ 13 ] |
| 2 | 5,343    | 2    | [ 13 ] |
| 3 | 6,352    | 1    | [ 13 ] |
| 4 | 6,516    | 3    | [ 13 ] |
| 5 | 6,826    | 3    | [ 13 ] |
| 6 | 6,534    | 1    | [ 13 ] |
| 7 | 6,773    | 5    | [ 13 ] |

## 各話リスト
各話のサブタイトルは、エンディング開始時に表示される。第26話のみエンディング後に表示された。
| 話数       | サブタイトル                   | 脚本       | 絵コンテ     | 演出         | 作画監督                 |
| ---------- | ------------------------------ | ---------- | ------------ | ------------ | ------------------------ |
| SAILING 1  | 海賊、罷り通る                 | 佐藤竜雄   | 佐藤竜雄     | 筑紫大介     | 竹内浩志                 |
| SAILING 2  | 私の力、海賊の力               | 佐藤竜雄   | 佐藤竜雄     | 水本葉月     | 倉田綾子                 |
| SAILING 3  | オデット二世、出航!            | 佐藤竜雄   | 下田正美     | 佐々木奈々子 | 杉村友和 寺尾憲治        |
| SAILING 4  | 決戦は深夜                     | 佐藤竜雄   | 下田正美     | 大脊戸聡     | 山下英美                 |
| SAILING 5  | 茉莉香、決意する               | 佐藤竜雄   | 西村聡       | 近藤一英     | 大河内忍                 |
| SAILING 6  | 茉莉香、初仕事する             | 佐藤竜雄   | 佐山聖子     | 福島利規     | 福島豊明 伊佐英朗 興石暁 |
| SAILING 7  | 平穏ままならず                 | 佐藤竜雄   | 島津裕行     | 室谷靖       | 小谷杏子 吉川真帆        |
| SAILING 8  | 姫と海賊                       | 佐藤竜雄   | もりたけし   | 筑紫大介     | 今西亨                   |
| SAILING 9  | 華麗なる船出                   | 佐藤竜雄   | 小野勝巳     | 水本葉月     | いとうまりこ             |
| SAILING 10 | 嵐の砲撃戦                     | 佐藤竜雄   | 佐山聖子     | 大野和寿     | 高乗陽子 山村俊了        |
| SAILING 11 | 閃光の彷徨者（ワンダラー）     | 佐藤竜雄   | 伊藤達文     | 伊藤達文     | いとうまりこ             |
| SAILING 12 | 永遠（とわ）よりの帰還         | 佐藤竜雄   | 西村聡       | 室谷靖       | 山下英美 塩川貴史        |
| SAILING 13 | 茉莉香、招待する               | 佐藤竜雄   | 下田正美     | 大脊戸聡     | 大河内忍 寺尾憲治        |
| SAILING 14 | 茉莉香、募集する               | 伊藤美智子 | 島津裕行     | 大野和寿     | 中野彰子                 |
| SAILING 15 | 密航出航大跳躍                 | 伊藤美智子 | 倉田綾子     | 倉田綾子     | いとうまりこ             |
| SAILING 16 | 初仕事!白凰海賊団              | 伊藤美智子 | 筑紫大介     | 筑紫大介     | 小谷杏子                 |
| SAILING 17 | 意外なる依頼人                 | 伊藤美智子 | 室谷靖       | 室谷靖       | 泉保良輔                 |
| SAILING 18 | 打ち上げはジュース             | 伊藤美智子 | 大脊戸聡     | 大脊戸聡     | 今西亨                   |
| SAILING 19 | 四人の絆                       | 水野健太郎 | 佐々木奈々子 | 羽多野浩平   | 安藤正浩                 |
| SAILING 20 | 茉莉香（せんちょう）、波に乗る | 宮崎真一   | 安田賢司     | 近藤一英     | 塩川貴史 いとうまりこ    |
| SAILING 21 | 決戦!ネビュラカップ            | 宮崎真一   | 西村聡       | 筑紫大介     | 大河原晴男 山下英美      |
| SAILING 22 | 海賊狩り                       | 佐藤竜雄   | 室谷靖       | 室谷靖       | 泉保良輔                 |
| SAILING 23 | 目指せ!海賊の巣                | 佐藤竜雄   | 水本葉月     | 水本葉月     | 大河内忍 舘崎大          |
| SAILING 24 | 傷だらけの弁天                 | 佐藤竜雄   | 下田正美     | 羽多野浩平   | 松下純子 福世孝明        |
| SAILING 25 | 開催!海賊会議                  | 佐藤竜雄   | 佐藤竜雄     | 大野和寿     | 小谷杏子 今西亨          |
| SAILING 26 | そして、海賊は行く             | 佐藤竜雄   | 佐藤竜雄     | 倉田綾子     | 竹内浩志                 |

## 放送局
| 放送地域   | 放送局             | 放送期間                                    | 放送日時                              | 放送系列       | 備考                |
| ---------- | ------------------ | ------------------------------------------- | ------------------------------------- | -------------- | ------------------- |
| 神奈川県   | tvk                | 2012年1月7日 - 6月30日                      | 土曜 24:30 - 25:00                    | 独立局         |                     |
| 東京都     | TOKYO MX           | 2012年1月7日 - 6月30日                      | 土曜 25:00 - 25:30                    | 独立局         |                     |
| 近畿広域圏 | 毎日放送           | 2012年1月7日 - 7月7日                       | 土曜 27:28 - 27:58                    | TBS系列        | アニメシャワー第4部 |
| 千葉県     | チバテレビ         | 2012年1月8日 - 7月1日                       | 日曜 23:30 - 24:00                    | 独立局         |                     |
| 埼玉県     | テレ玉             | 2012年1月8日 - 4月1日 2012年4月8日 - 7月1日 | 日曜 25:35 - 26:05 日曜 25:30 - 26:00 | 独立局         |                     |
| 愛知県     | テレビ愛知         | 2012年1月9日 - 7月2日                       | 月曜 26:00 - 26:30                    | テレビ東京系列 |                     |
| 日本全域   | BS11               | 2012年1月13日 - 7月6日                      | 金曜 23:30 - 24:00                    | 独立系BS放送   | ANIME+枠            |
| 日本全域   | AT-X               | 2012年1月14日 - 7月7日                      | 土曜 23:30 - 24:00                    | CS放送         | リピート放送あり    |
| 日本全域   | ニコニコチャンネル | 2012年1月14日 - 7月7日                      | 土曜 23:00 更新                       | ネット配信     | 最新話1週間無料     |
| 日本全域   | バンダイチャンネル | 2012年1月14日 - 7月7日                      | 土曜 24:00 更新                       | ネット配信     | 最新話1週間無料     |
| 日本全域   | ShowTime           | 2012年1月16日 - 7月9日                      | 月曜 12:00 更新                       | ネット配信     | 最新話1週間無料     |
| 日本全域   | アニメワン         | 2012年1月16日 - 7月9日                      | 月曜 12:00 更新                       | ネット配信     | 最新話1週間無料     |
| 日本全域   | GYAO!              | 2012年2月11日 - 7月7日                      | 月曜 24:00 更新                       | ネット配信     | 最新話1週間無料     |

## Blu-ray / DVD
Blu-ray
| # | 発売日        | 収録話      | 規格品番   | 規格品番 |
| # | 発売日        | 収録話      | 初回限定版 | 通常版   |
| - | ------------- | ----------- | ---------- | -------- |
| 1 | 2012年3月7日  | 第1 - 2話   | KIXA-90165 | KIXA-165 |
| 2 | 2012年4月11日 | 第3 - 6話   | KIXA-90166 | KIXA-166 |
| 3 | 2012年5月9日  | 第7 - 10話  | KIXA-90167 | KIXA-167 |
| 4 | 2012年6月6日  | 第11 - 14話 | KIXA-90168 | KIXA-168 |
| 5 | 2012年7月11日 | 第15 - 18話 | KIXA-90169 | KIXA-169 |
| 6 | 2012年8月8日  | 第19 - 22話 | KIXA-90170 | KIXA-170 |
| 7 | 2012年9月5日  | 第23 - 26話 | KIXA-90171 | KIXA-171 |

DVD
| #  | 発売日        | 収録話      | 規格品番  |
| -- | ------------- | ----------- | --------- |
| 1  | 2012年3月7日  | 第1 - 2話   | KIBA-1929 |
| 2  | 2012年3月28日 | 第3 - 4話   | KIBA-1930 |
| 3  | 2012年4月11日 | 第5 - 6話   | KIBA-1931 |
| 4  | 2012年4月25日 | 第7 - 8話   | KIBA-1932 |
| 5  | 2012年5月9日  | 第9 - 10話  | KIBA-1933 |
| 6  | 2012年5月23日 | 第11 - 12話 | KIBA-1934 |
| 7  | 2012年6月6日  | 第13 - 14話 | KIBA-1935 |
| 8  | 2012年6月27日 | 第15 - 16話 | KIBA-1936 |
| 9  | 2012年7月11日 | 第17 - 18話 | KIBA-1937 |
| 10 | 2012年7月25日 | 第19 - 20話 | KIBA-1938 |
| 11 | 2012年8月8日  | 第21 - 22話 | KIBA-1939 |
| 12 | 2012年8月22日 | 第23 - 24話 | KIBA-1940 |
| 13 | 2012年9月5日  | 第25 - 26話 | KIBA-1941 |

BOX
TVシリーズ「モーレツ宇宙海賊」Blu-ray BOX（2015年6月24日発売） - TVアニメ全26話を収録
モーレツ宇宙海賊 Special Blu-ray BOX（2022年6月29日発売） - TVアニメ全26話と劇場版「モーレツ宇宙海賊 ABYSS OF HYPERSPACE -亜空の深淵-」を収録

## 劇場アニメ
テレビアニメ版最終話の放送終了後、監督の佐藤竜雄による「劇場で逢いましょう」という文字が書かれたエンドカードや公式Twitterにて劇場版の製作が発表された。その後、2014年2月22日に『モーレツ宇宙海賊 ABYSS OF HYPERSPACE -亜空の深淵-』（モーレツパイレーツ アビス・オブ・ハイパースペース あくうのしんえん）のタイトルで公開となった。
公開に先駆け、2013年3月には一部スタッフが公表された。大半がテレビアニメ版から続投しているが、アニメーションキャラクターデザイン・総作画監督は堀内修へ交代している。
公開前日の2014年2月21日には、公開記念プロモーション「『モーレツ乗っ取り計画』プレス発表会」が開催され、千葉県船橋市非公認ゆるキャラのふなっしーがPR大使に就任して登壇した。また、同日22:00にはニコニコ動画にて冒頭約6分間の本編や小松未可子と下田麻美によるメッセージ映像が、6時間限定で公開された。
公開初日の2014年2月22日には、新宿バルト9で初日舞台挨拶が開催され、主題歌歌手の中川翔子のほか、声優の小松未可子、金元寿子、松風雅也、原作者の笹本祐一、監督の佐藤が登壇した。

### 登場人物
無限彼方
声 - 下田麻美
無限博士の息子。幼い頃は父親を慕っていたものの、やがて「博士の子」と呼ばれ続けることに反発、学校入学に伴って父親とは別居（探検家である父は常に遠方の宇宙に滞在）する。しかし、無限博士が消息不明・死亡扱いとなった後に謎の男達から追われることになり、茉莉香の弁天丸に保護される。茉莉香やグリュンヒルデの助けを得て、自らの意志で父親の消えた亜空の深淵を目指すまでに成長する。幼い頃は「無限工房」と呼ばれる亜空間探査の拠点に住んでいたため、弁天丸で船外活動の手伝いを首尾良くこなしていた。
スカーレット・サイファ
声 - 能登麻美子
イグドラシルに雇われた便利屋として彼方を追う金髪の女性。ランプ館で茉莉香たちに接触した時にはレラーズ新奥浜店の関係者を名乗った。ブラスター・リリカとして現れた梨理香と対等に戦えるエージェントだが、その正体はかつて無限博士の亜空間探査仲間のひとり。フラウウェンに乗って、無限の乗るアドヴァジーレを追い続ける。亜空間の最深部に潜っていく彼方を、無限博士に重ね合わせた。劇場版特典ドラマCDによると彼方と一緒に生活している模様。
無限博士
声 - 飛田展男
彼方の父で、高名な亜空間の探検家。亜空間潜水艇を開発して亜空間航行技術を確立、亜空間航路の発見・向上に大きな功績を持つ。亜空間の最深部に潜ったまま消息不明となるが、彼方にフリントと銀河パスを送っていた。個人的な知り合いであるゴンザエモンに、彼方のことを託していた（正式な依頼として保険組合も承認済）ため、茉莉香が彼方を保護することとなった。

### スタッフ
- 監督・脚本 - 佐藤竜雄[5]
- 原作 - 笹本祐一（『ミニスカ宇宙海賊』朝日ノベルズ刊）[5] / 	松本規之（イラスト）[5]
- 企画協力 - 朝日新聞出版
- 副監督 - 中山勝一[5]
- アニメーションキャラクター原案 - あきまん[5]
- アニメーションキャラクターデザイン・総作画監督 - 堀内修[5]
- メカ・プロップデザイン - 河森正治[5]、鷲尾直広[5]、寺岡賢司[5]、鈴木雅久[5]、宮崎真一[5]
- 小物デザイン - 吉川美貴、秋篠Denforword日和
- 美術監督 - 小倉宏昌[5]
- 美術設定 - ロマン・トマ、ルガル・ヤン、ブリュネ・スタニスラス、佐藤正浩
- 色彩設計 - 谷本千絵[5]
- CGIプロデューサー - 橋本トミサブロウ[5]
- モニターグラフィックス - 石川寛貢
- 3DCGI - 佐々木達朗[5]
- 撮影監督 - 岩崎敦[5]
- 編集 - 坪根健太郎[5]
- 音響監督 - 明田川仁[5]
- 音響効果 - 山谷尚人[5]
- 音楽 - Elements Garden[5]（上松範康、藤田淳平、藤間仁、Evan Call）
- 音楽制作 - スターチャイルドレコード[5]
- プロデューサー - 中西豪、上間康弘
- アニメーションプロデューサー - 金子文雄
- アニメーション制作 - サテライト[5]
- 配給 - キングレコード、ティ・ジョイ
- 製作 - 劇場版モーレツ宇宙海賊製作委員会（キングレコード株式会社、株式会社SANKYO、サテライト株式会社）

### 主題歌
オープニングテーマ「猛烈宇宙交響曲・第七楽章「無限の愛」」
作詞・作曲・編曲 - 前山田健一 / 歌 - ももいろクローバーZ
テーマソング「キラキラ-go-round」
作詞 - atsuko / 作曲 - atsuko、KATSU / 編曲 - KATSU / 歌 - angela Presents/中川翔子
エンディングテーマとして使用された。
イメージソング「Sail away」
作詞 - atsuko / 作曲 - atsuko、KATSU / 編曲 - KATSU、松本祥平 / 歌 - 小松未可子
挿入歌として使用された。

### 漫画
『モーレツ宇宙海賊 ABYSS OF HYPERSPACE -亜空の深淵-』のちび丸によるコミカライズが、『月刊コミックアライブ』（KADOKAWA）にて2014年2月号から11月号まで連載された。
- 劇場版モーレツ宇宙海賊製作委員会（原作） / 笹本祐一（原案） / ちび丸（作画） / 佐藤竜雄（脚本） / あきまん（アニメーションキャラクター原案） 『モーレツ宇宙海賊 ABYSS OF HYPERSPACE -亜空の深淵-』 KADOKAWA〈MFコミックス アライブシリーズ〉、全2巻
  1. 2014年3月22日発売[21]、ISBN 978-4-04-066297-8
  2. 2014年10月23日発売[22]、ISBN 978-4-04-066870-3

## 関連書籍
- 『モーレツ宇宙海賊デザインアーカイヴ』メディアパル、2012年12月、ISBN 978-4896106671
- 『TVアニメ モーレツ宇宙海賊 コンプリートチャート』一迅社、2013年4月、ISBN 978-4758013031
- 『モーレツ宇宙海賊 コンテ&原画集・OP&ED』メディアパル、2013年4月、ISBN 978-4896106817
- 『モーレツ宇宙海賊 ABYSS OF HYPERSPACE -亜空の深淵- あきまんデザインワークス』 一迅社、2014年5月、ISBN 978-4758013703
- 『モーレツ宇宙海賊 ABYSS OF HYPERSPACE -亜空の深淵- コンプリートチャート』 一迅社、2014年10月、ISBN 978-4758013796

## ゲーム
ソーシャルゲーム化されており、2012年夏頃からフィーチャーフォン版の「GREE」と「Mobage」より、ニジボックスが提供している。9月にはスマートフォン版の配信も開始された。また、10月よりフィーチャーフォン版の「mixi」でもリリースされている。内容はテレビアニメに沿った内容であり、海明星で学園生活を送りながら、仲間となるカードの収集・育成を行って海賊船団を強化しつつ、「私掠免状」を獲得したら、定期的に開催されるイベント「海賊の時間」で海賊行為を行なって襲撃数を稼いでいく。襲撃数でランキングを取っており、上位に入ると様々なアイテムがプレゼントされる。

## パチンコ
フィーバーモーレツ宇宙海賊
2014年6月にSANKYOより導入。

## コラボレーション

### ゲーム・アプリとのコラボ
- 嫁コレ - NECビッグローブのスマートフォン向けのカードコレクションゲーム。2012年3月16日からカードが登場。
- うたスキ - JOYSOUNDの2012年4月6日から会員制サービス「うたスキ」の課題曲、アバターに「モーレツ宇宙海賊」が登場。
- ふらっと動画 - flat-flatのネット喫茶専用動画配信サービス「ふらっと動画」でモーレツ宇宙海賊を視聴し、動画内のどこかにある指令をクリアするとハンゲーム用のモーレツ宇宙海賊のアバターアイテムがもらえた。
- LuviniaSaga - ゲームオンのオンラインゲーム。2012年6月20日からコラボレーションを実施。
- トイ・ウォーズ - ガンホー・オンライン・エンターテイメントのオンラインゲーム。2012年8月13日からコラボレーションを実施。
- CONQUERX2 - OnNetのオンラインゲーム。2012年10月4日からコラボレーションを実施。
- 海賊ファンタジア - D2Cのソーシャルゲーム。2012年11月19日からと[28]、2014年2月26日からタイアップを実施[29]。
- Master of Epic -The ResonanceAge Universe- - ウィローエンターテイメントのオンラインゲーム。2012年12月18日からと、2013年2月5日から第2弾のコラボレーションを実施。
- ドルアーガの塔 〜the Recovery of BABYLIM〜 - ウィローエンターテイメントのオンラインゲーム。2012年12月19日からコラボレーションを実施。
- パンドラサーガ - ウィローエンターテイメントのオンラインゲーム。2012年12月20日からコラボレーションを実施。
- 朗読少女 - オトバンクの朗読アプリとのコラボレーショングッズを、2012年12月29日にコミックマーケットで発売。
- Webパワードール - ガマニアデジタルエンターテインメントのオンラインゲーム。2013年12月4日よりコラボレーションを実施。
- ジョリーロジャー〜謎の文明と海賊島〜 - コロプラのカードバトル位置ゲー。2013年11月28日からコラボレーションを実施。
- あっぱれ!天下御免 乱 - BaseSonのオンラインゲーム。2013年12月18日からコラボレーションを実施。
- チョコットランド - NHN PlayArtのオンラインゲーム。2013年12月24日からコラボレーションを実施。
- ブラウザ銀河大戦 - モブキャストグローバルのオンラインゲーム。2014年1月29日からコラボレーションを実施[30]。
- エミル・クロニクル・オンライン - ガンホー・オンライン・エンターテイメントのオンラインゲーム。2014年1月30日よりコラボレーションを3ヶ月連続で実施[31][32]。
- クルセイド - バンダイのトレーディングカードゲームに参戦し、2014年2月21日に発売された。
- mobage - DeNAのSNS、アバター衣装用の『コインガチャ』と2014年3月23日からコラボレーションを実施。
- スプラッシュガールズ! - ガマニアデジタルエンターテインメントのスマートフォン用ゲーム。2014年4月18日からコラボレーションを実施[33]。
- エリシアオンライン - アソビモのスマートフォン用オンラインゲーム。2014年11月12日から12月10日までコラボレーションを実施[34]。
- 天空のクラフトフリート - KLabのスマートフォン用ゲーム。2014年11月11日からコラボレーションを実施[35]。
- 戦の海賊 - マイネットのスマートフォン用ゲーム。2017年6月15日よりコラボレーションを実施[36]。

### 実店舗とのコラボ
- 声優カフェ - 秋葉原に店を構えるカフェ。2012年8月10日からコラボレーションを開催。
- パールイズミ (Pearl Izumi)  - 自転車用ウェア・サイクルジャージを販売するパールイズミとのコラボレーションサイクルジャージが、2014年1月31日より受注開始。
- Patisserie Swallowtail Annex - スイーツ店とのコラボスイーツが2014年2月13日より実施。
- マルイアネックス - 新宿マルイアネックス6階スペースワンにて、期間限定の特設ショップ『BENTEN OIOI』が2014年2月15日から3月4日までオープン[37]。
- キング・オブ・ザ・パイレーツ - 飲食店とのコラボメニューが2014年2月20日より実施[38]。
- SHIROBACO - 飲食店とのコラボメニューが2014年4月1日より実施。